# Miaogong Shuiku
Miaogong Shuiku (kinesiska: 庙宫水库) är en reservoar i Kina. Den ligger i provinsen Hebei, i den norra delen av landet, omkring 240 kilometer nordost om huvudstaden Peking. Miaogong Shuiku ligger 758 meter över havet. Arean är 2,1 kvadratkilometer. Trakten runt Miaogong Shuiku består i huvudsak av gräsmarker. Den sträcker sig 3,1 kilometer i nord-sydlig riktning, och 1,9 kilometer i öst-västlig riktning.
Genomsnittlig årsnederbörd är 635 millimeter. Den regnigaste månaden är juni, med i genomsnitt 161 mm nederbörd, och den torraste är januari, med 2 mm nederbörd.